# David Fairchild
David Grandison Fairchild, född 7 april 1869 i Lansing, Michigan, USA, död 6 augusti 1954 i Coconut Grove, Miami, var en amerikansk botaniker och mykolog. Han låg bakom introduktionen av över 200 000 exotiska växter och variationer av grödor till USA, vilket inkluderade bland annat sojabönor, mango, nektariner, pistaschnötter, bambu, dadlar och prydnadskörsbär.
Auktorsnamnet Fairchild kan användas för David Fairchild i samband med ett vetenskapligt namn inom botaniken; se Wikipediaartiklar som länkar till auktorsnamnet.